# 朱仙鎮之戰 (南宋)
朱仙鎮之戰是岳飛第四次北伐的最後一戰。此役岳家軍繼颍昌之战後全線進擊，包圍開封。七月十八日，张宪同徐庆、李山、傅选、寇成等诸统制從临颍县率主力往东北方向进发，將路上遭遇的金骑數千击溃，“横尸满野”，缴获战马一百多匹。同時，王贵自颍昌府发兵，牛皋也率领左军进军。《云麓漫钞》记载：“韩、岳兵尤精，常时于军中角其勇健者，别置亲随军，谓之背嵬，一入背嵬，诸军统制而下，与之亢礼，犒赏异常，勇健无比，凡有坚敌，遣背嵬军，无有不破者。”兀术戰敗，放弃开封渡河北遁，當時宋使洪皓在家书称：“顺昌之败，岳帅之来，此间震恐”。宋高宗得知偃城等大捷后，一日之內以金牌十二召其班师。

## 評價

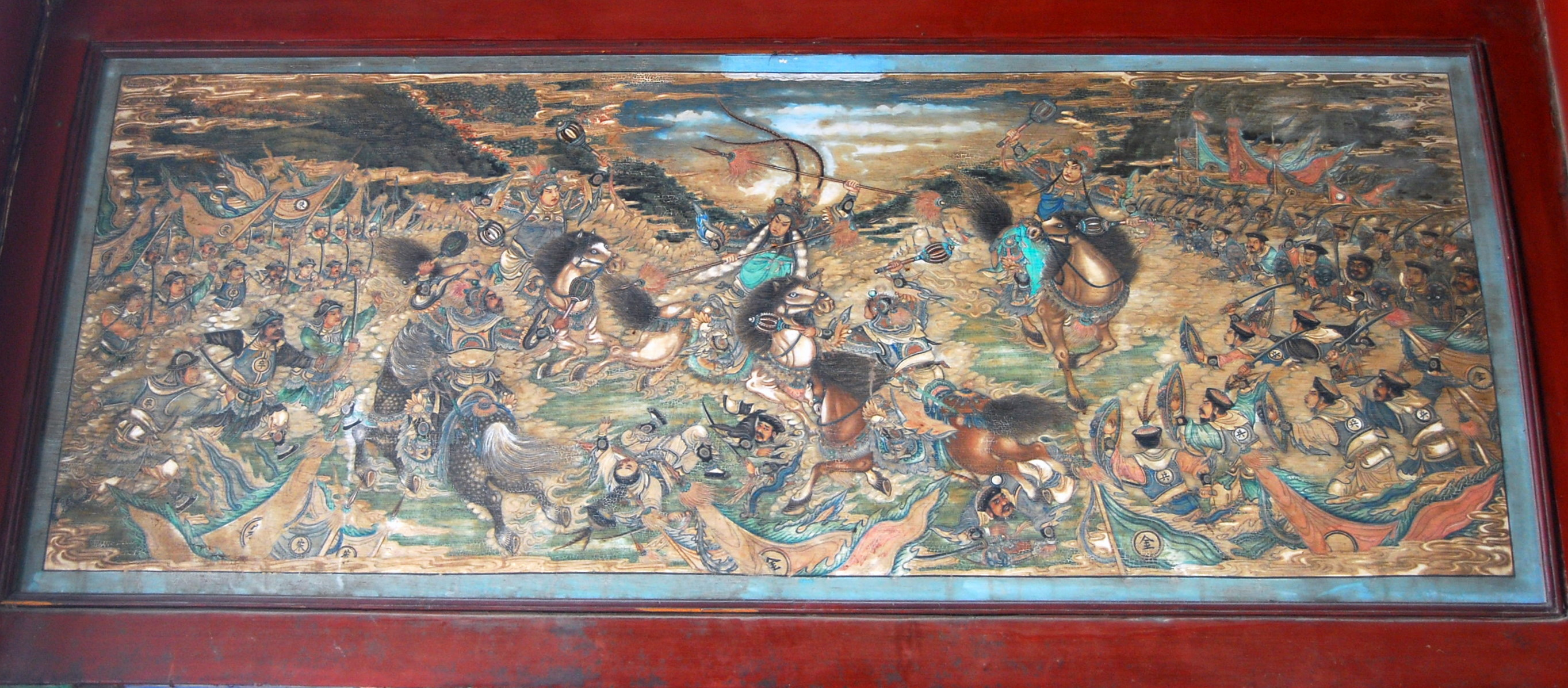
颐和园长廊彩绘：传统京剧《八大锤》中，在朱仙镇八大锤大战陆文龙的剧情

史載颍昌之战后岳飞立即班师。没有证据证明朱仙镇曾发生过大规模的战役。現存朱仙鎮之戰最早记录见于《金佗稡编》卷8《鄂王行实编年》，說完颜宗弼號稱以十万大军驻扎开封西南四十五宋里的朱仙镇，但在受到岳家军前哨五百背嵬騎兵攻擊后即全军敗溃。不过很多学者对此说持怀疑，因为《三朝北盟會編》、《建炎以來系年要錄》、《中興十三處戰功錄》等史書中並没有相关记载，當時金军主力在顺昌与刘锜作战，不可能還有十万大军驻紮朱仙镇這種小地方，《金佗稡编》記載實不符常理。所謂岳飞“遣骁将以背嵬骑五百奋击”，能以五百人擊潰十萬人的“骁将”究竟是何人，至今成謎。反對“岳珂虛構朱仙鎮之戰”說法的學者，也只是認為當時大捷的證據全被秦檜集團滅證，導致岳珂記錄模糊。